# James Eagan Holmes

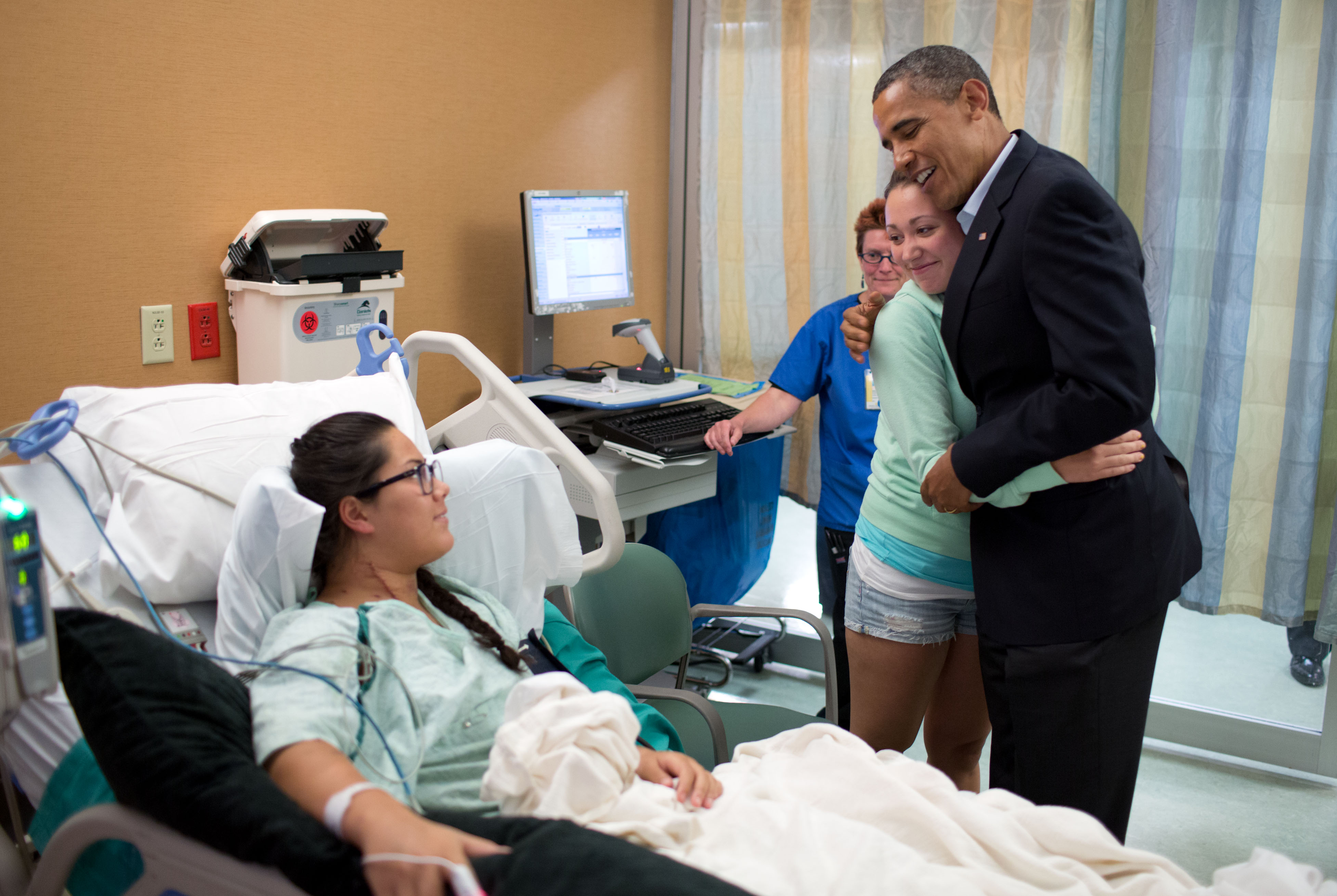
President Barack Obama besöker en av de skottskadade.

James Eagan Holmes, född 13 december 1987 i San Diego i Kalifornien, är en amerikansk massmördare, dömd till livstids fängelse för att den 20 juli 2012 ha öppnat eld inne på biografen Century Theater i Aurora i Colorado och därvid dödat 12 människor och sårat 70.
I november 2012 försökte Holmes vid flera tillfällen beröva sig livet i häktet och fick föras till sjukhus. Han hölls utan borgen och hade ingen tidigare notering i brottsregistret. Den 16 juni 2015 fälldes Holmes för 24 fall av mord, 140 fall av försök till mord samt för ett fall av innehav av explosiva ämnen.
Den 7 augusti 2015 dömdes han till livstids fängelse utan möjlighet till benådning, detta efter att juryn hade varit oense om Holmes skulle dömas till döden eller ej, vilket ledde till en automatisk livstidsdom.